# 米漿
米漿（ミージャン）とは、台湾の甘い飲み物であり、糯米とピーナッツの風味が特徴である。漢字表記として「米奶（ミーナイ）」と書かれることもある。台湾では中華風の朝食店で定番の飲み物だが、本場の中国にはこのような飲み物は存在しない。その人気の高さから、台湾の西洋風朝食店でも提供されるようになっている。

## 概要
植物性ドリンクの一種であり、豆漿（トウジャン）とは異なり、色は薄茶色、または濃いベージュ色をしており、口当たりはよりとろみがある。原料は、水、糯米、蓬莱米、ピーナッツ、白ゴマ、黒砂糖がある。
飲み方としては、米漿は、作る際に砂糖を加えるため通常甘い味付けになっている。そのまま飲むことが一般的だが、油條や揚げパン・揚げ饅頭などの中華風の点心を浸して食べることも多い。米漿は小麦粉製の点心との相性が非常に良く、さらに楽しむことができる。また、冷たいままでも、温めても美味しくいただける飲み物である。
蓬莱米、または一般的な糯米と、白ゴマを乾煎りする。その後、煎った皮をむいたピーナッツ、またはピーナッツパウダー、ピーナッツバターを加え、水を加えて攪拌し、漿状にする。それを煮立てた後、黒砂糖を加えれば完成である。